# Otto Apfaltrer von Apfaltrern

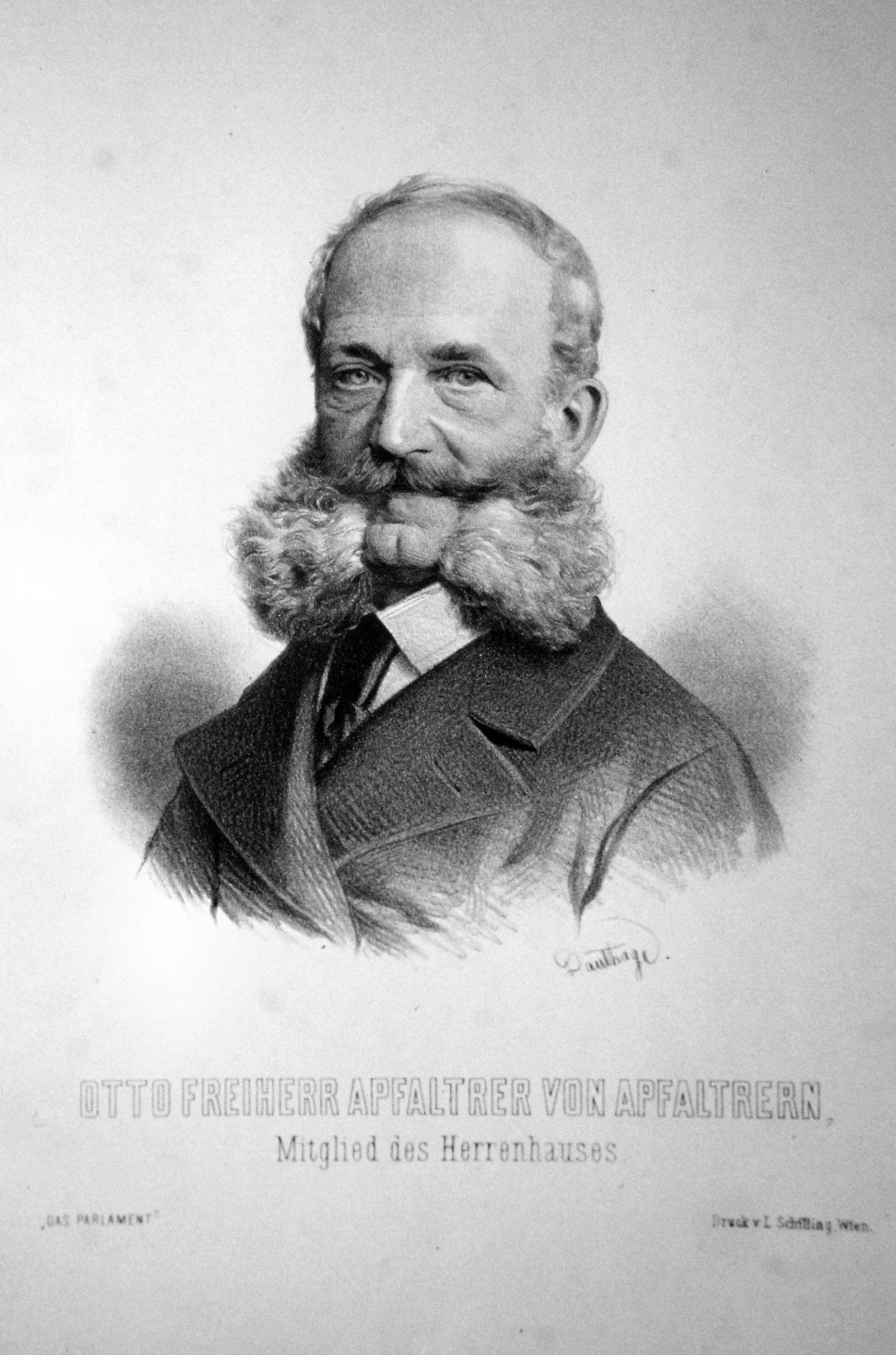
Otto Apfaltrer Freiherr von Apfaltrern

Otto Apfaltrer Freiherr von Apfaltrern (* 6. April 1823 in Lehenrotte, Gemeinde Türnitz (Niederösterreich); † 15. September 1905 in Graz) war ein österreichisch-krainer Adeliger und Politiker. Er war Abgeordneter zum Krainer Landtag, Landeshauptmann-Stellvertreter der Krain und Abgeordneter zum Abgeordnetenhaus  und Mitglied des Herrenhauses des Österreichischen Reichsrats.

## Leben
Apfaltrer von Apfaltrern wurde als Sohn des Bergwerks-Administrators Wenzel Johann Apfaltrer Freiherr von Apfaltrern geboren. Er besuchte von 1833 bis 1839 als Zögling des Adelskonvikts das Neustädter Gymnasium in Prag und absolvierte danach Philosophische Jahrgänge sowie bis 1845 ein Studium der Rechtswissenschaft an der Universität Prag. Im Jahr 1846 trat er in den Justizdienst und wurde Auskultant am Landrecht in Graz. Er stieg 1850 zum Staatsanwalts-Substitut in Judenburg auf und wechselte 1852 nach Graz, wo er 1854 die Funktion eines Ratssekretär am Landesgericht Graz übernahm. Im Jahr 1855 schied er aus dem Staatsdienst aus. Er war Besitzer der Güter Križ (Kreuz), Mekinje (Münkendorf), Špitalič (Neuthal) und Stari grad (Altstein) in der heutigen Gemeinde Kamnik.
Apfaltrer von Apfaltrern gehörte von 1861 bis 1895 als Vertreter des Großgrundbesitzes dem Krainer Landtag an. Zudem war er von 1863 bis 1867 Mitglied im Landesausschuss und von 1889 bis 1895 Landeshauptmann-Stellvertreter der Krain. Er gehörte vom 4. April 1873 bis zum 1. August 1874 zudem dem Abgeordnetenhaus an, wo er als Vertreter des Krainer Großgrundbesitzes dem Klub des Zentrums (Verfassungstreuer Großgrundbesitz) angehörte. Mit dem 2. Oktober 1876 wurde er auf Lebenszeit zum Mitglied des Herrenhauses ernannt. Zudem war er von 1874 bis 1876 Mitglied des Staatsgerichtshofes.
Apfaltrer von Apfaltrern war ab 1852 mit Anna von Gianella († 1890) verheiratet. Er hatte eine Tochter und zwei Söhne. Er war der Bruder von Ivan Apfaltrer von Apfaltrern sowie der Vater des Politikers Otto von Apfaltrern. Zudem war er der Schwiegervater des Politikers Leopold von Liechtenberg.